# Аполіпопротеїн L4
APOL4 (англ. Apolipoprotein L4) – білок, який кодується однойменним геном, розташованим у людей на довгому плечі 22-ї хромосоми. Довжина поліпептидного ланцюга білка становить 351 амінокислот, а молекулярна маса — 39 164.
| 10         |  | 20         |  | 30         |  | 40         |  | 50         |
| ---------- |  | ---------- |  | ---------- |  | ---------- |  | ---------- |
| MEGAALLKIF |  | VVCIWVQQNH |  | PGWTVAGQFQ |  | EKKRFTEEVI |  | EYFQKKVSPV |
| HLKILLTSDE |  | AWKRFVRVAE |  | LPREEADALY |  | EALKNLTPYV |  | AIEDKDMQQK |
| EQQFREWFLK |  | EFPQIRWKIQ |  | ESIERLRVIA |  | NEIEKVHRGC |  | VIANVVSGST |
| GILSVIGVML |  | APFTAGLSLS |  | ITAAGVGLGI |  | ASATAGIASS |  | IVENTYTRSA |
| ELTASRLTAT |  | STDQLEALRD |  | ILRDITPNVL |  | SFALDFDEAT |  | KMIANDVHTL |
| RRSKATVGRP |  | LIAWRYVPIN |  | VVETLRTRGA |  | PTRIVRKVAR |  | NLGKATSGVL |
| VVLDVVNLVQ |  | DSLDLHKGAK |  | SESAESLRQW |  | AQELEENLNE |  | LTHIHQSLKA |
| G          |  |            |  |            |  |            |  |            |

A: Аланін

C: Цистеїн

D: Аспарагінова кислота

E: Глутамінова кислота

F: Фенілаланін

G: Гліцин

H: Гістидин

I: Ізолейцин

K: Лізин

L: Лейцин

M: Метіонін

N: Аспарагін

P: Пролін

Q: Глутамін

R: Аргінін

S: Серин

T: Треонін

V: Валін

W: Триптофан

Задіяний у таких біологічних процесах, як транспорт, транспорт ліпідів, альтернативний сплайсинг. 
Секретований назовні.